# Phyllogomphoides pseudoundulatus
Phyllogomphoides pseudoundulatus – gatunek ważki z rodziny gadziogłówkowatych (Gomphidae).